# Rincón (Puerto Rico)

Lage von Rincón in Puerto Rico

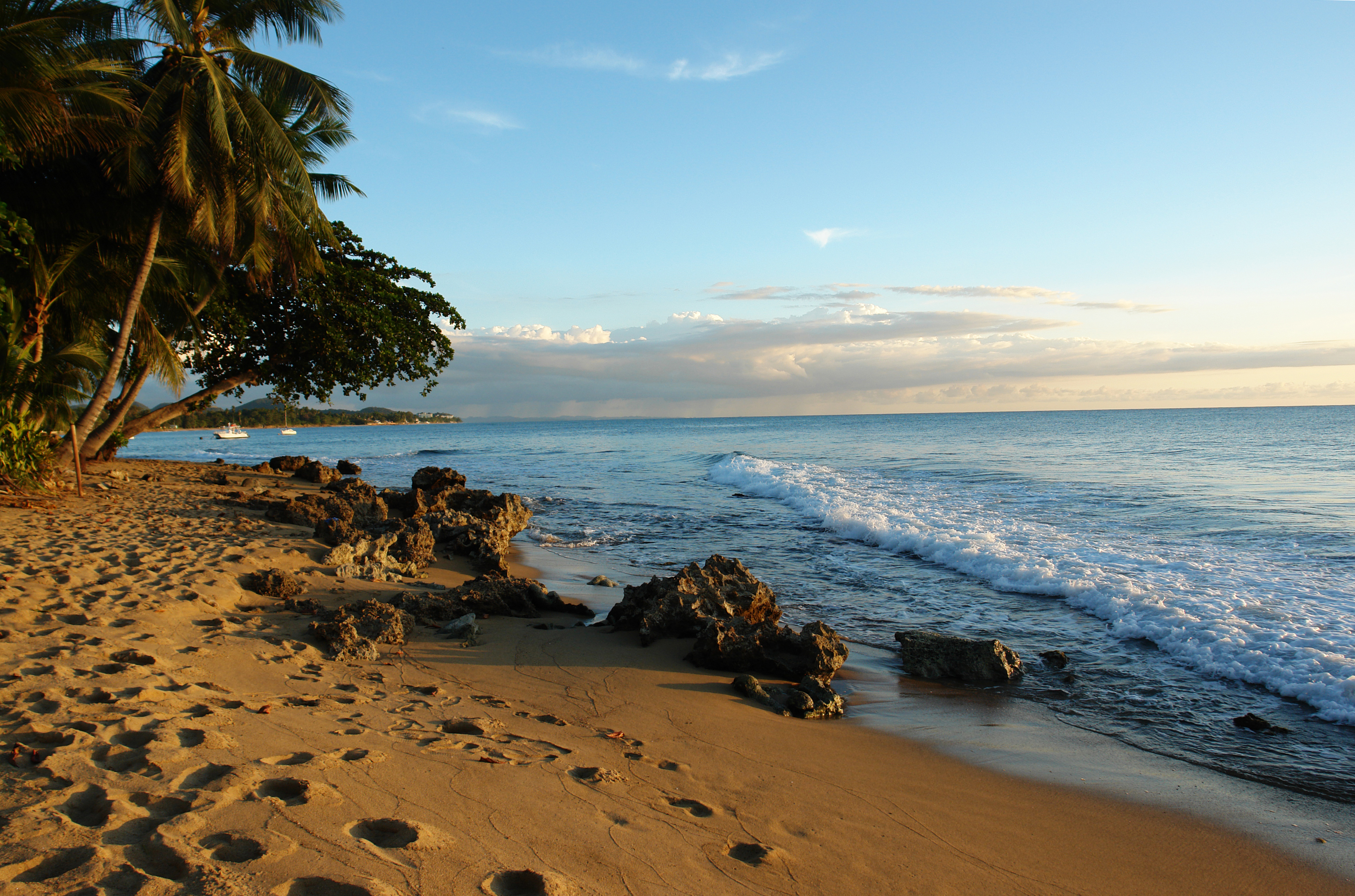
Strand in Rincón

Flagge

Rincón ist eine Gemeinde mit etwa 17.000 Einwohnern an der Westküste der Insel Puerto Rico. Beliebt ist die Gemeinde bei zumeist US-amerikanischen Urlaubern vor allem wegen fast leerer Strände und der Wassersportmöglichkeiten. Internationale Bekanntheit erlangte Rincón als Austragungsort der Surf-Weltmeisterschaft 1968.